# حزب الخضر للتقدم
حزب الخضر للتقدم: هو أحد الأحزاب السياسية القانونية في تونس. تأسس في 14 نوفمبر/تشرين الثاني 2005، وتم الاعتراف به في 3 مارس 2006. يتولى أمانته العامة السيد المنجي الخماسي، عضو مجلس النواب، وهو ويصدر صحيفة أسبوعية عنوانها التونسي.

## منهجه
- تتميز البيانات التي أصدرها الحزب بالاعتدال، وقد عبر من خلالها على وقوفه إلى جانب السلطة، ففي الذكرى الثانية لمنحه التأشيرة ذكر أمينه العام بـ«النقلة النوعية والمتميزة التي يعيشها المشهد السياسي الوطني في اتجاه ترسيخ التعددية والديمقراطية». كما أعلن أن حزبه «اختار نهج الوسطية والاعتدال في كنف احترام الدستور وركائز النظام الجمهوري والولاء للوطن بما من شأنه أن يسهم في دعم الوفاق الوطني وتكريس الحوار من اجل المصلحة العليا للبلاد وتفعيل دور المعارضة على الساحة السياسية الوطنية».
- أعلن الحزب في بيان له أنه «لا يرى من مهمّات المعارضة الوطنيّة القطيعة مع السلطة السياسيّة وأجهزة الدولة، بل يرى الصواب في التفاعل معها تثمينا للانجازات والمكاسب ونقدا للأخطاء وكشفا للثغرات ومُطالبة لا تنقطع بإقرار المزيد من المبادرات لتعميق الإصلاح وتكريس الخيارات الّتي جاء بها بيان 7 نوفمبر التاريخي» (20 فيفري 2008).

## من مواقفه
انتقد هذا الحزب السيد أحمد نجيب الشابي الذي أعلن عن ترشحه للانتخابات الرئاسية التي ستجرى سنة 2009 واصفا ترشحه بأنه استجابة «لإغراءات سفارات أجنبية» وفي نفس البيان أعرب حزب الخضر للتقدّم «عن ثقته المتجدّدة في سلامة المسار السياسي التعدّدي والديمقراطي في البلاد، ويتمسّك بموقعه كحزب معارض وسطي لا تهزّه أهواء التطرّف أو المزايدات ولا تستهويه سلوكات المجاملة والاستجداء» (20 فيفري 2008). وفي مؤتمره التأسيسي المنعقد في أواسط ديسمبر 2008 أعلن الحزب عن «ترشيح الرئيس زين العابدين بن علي للانتخابات الرئاسيّة القادمة».

## قيادته الحالية
كان المكتب السياسي للحزب يتكون من:
- الأمين العام: المنجي الخماسي،
- الأمين العام المساعد: آمال بن الأكحل؛
- أعضاء: الفتحي زغندة، رياض حمودية، فتحي الدرقاشي، علي مراد، فوزي عز الدين، شاكر بن سعيد، شريفة المرزوقي، كريمة حسني.

وفي مؤتمره التأسيسي المنعقد في أواسط ديسمبر 2008، انتخب مكتب سياسي جديد يتكون من: المنجي الخماسي أمينا عاما وعضوية: فاتن الشرقاوي وفتحي الدرقاشي وإبراهيم الأطرش وخالد كبوس وطارق النفزي ومحسن حسن وعيشة الخماسي وملاك اليزيد وحافظ الخالدي وفيصل النعيمي.
أما المجلس الوطني للحزب فيتكون من الأسماء التالية: الفضل بن علي وفيصل النعيمي وطارق النفزي ومحسن حسن ومحمد الخماسي وعبد الله الصغير وفاتن الشرقاوي وصهيب الوسلاتي وفتحي الدرقاشي وتوفيق الرمضاني وزهير دخيل وزهير الغريبي وفيصل كعنيش وفاطمة الزهراء بن سالم والهادي العشي وشكري العيادي والهادي الجويني وخالد اللموشي ونبيه القابسي وحسين الجبالي وأنور بن علي وحافظ الخالدي وفوزي بن سلامة وفؤاد الخليفي والحبيب الطرابلسي ونبيل زغدود وخديجة بن سالم وعيشة الخماسي وملاك اليزيد وجيهان السمعلي وخالد كبوس ويوسف السبوعي ومنير العكايشي ومصطاري الرياحي وإبراهيم الأطرش ورشيد بني حمد.

## في البرلمان
أسس هذا الحزب أحد النائبين عن الحزب الاجتماعي التحرري خلال الدورة بين 2004 و2009، وشارك لأول مرة في الانتخابات التشريعية التي جرت في 25 أكتوبر 2009 وحصل حسب النتائج المعلنة على 74185 صوتا أي بنسبة 67ر1 بالمائة، وهو ما خول له الحصول على ستة من بين المقاعد المخصصة لأحزاب المعارضة.

## وصلة خارجية
موقع الحزب
في مؤتمر حزب الخضر للتقدم، في الصباح 16/12/2008